# Bruinborstaardkruiper
De Bruinborstaardkruiper (Upucerthia validirostris) is een zangvogel uit de familie Furnariidae (ovenvogels).

## Verspreiding en leefgebied
Deze soort komt voor van centraal Peru tot noordwestelijk Argentinië en telt drie ondersoorten:
- U. v. saturata: de westelijke Andes van centraal Peru.
- U. v. jelskii: de Andes van centraal en zuidelijk Peru, westelijk Bolivia, noordelijk Chili en noordwestelijk Argentinië.
- U. v. validirostris: noordwestelijk Argentinië.

## Status
De grootte van de populatie is niet gekwantificeerd maar de soort wordt omschreven als zeldzaam tot plaatselijk vrij algemeen. Op de Rode lijst van de IUCN heeft deze soort de status niet bedreigd.